# Altomünster

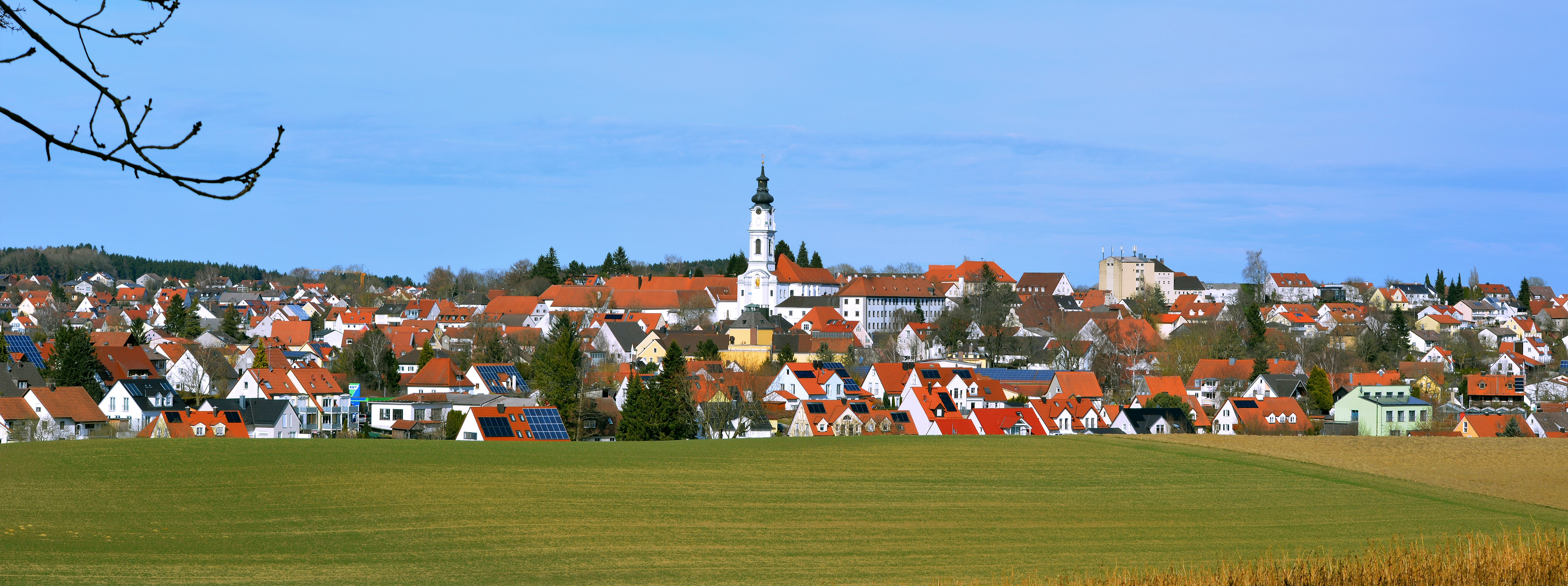
Altomünster von Südosten (2018)

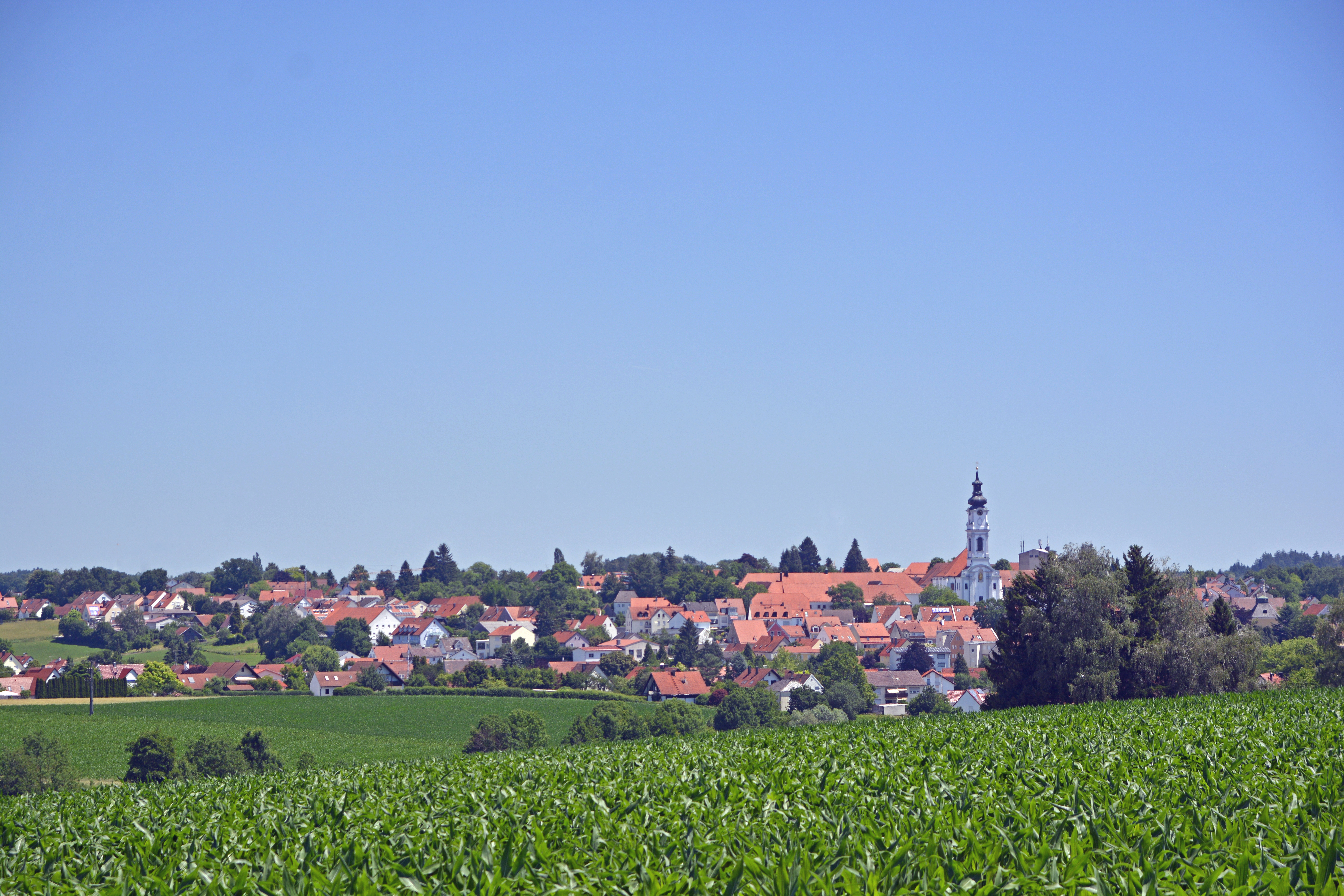
Altomünster von Westen

Altomünster ist ein Markt im oberbayerischen Landkreis Dachau.
Der Name des Ortes leitet sich vom Gründer des Ortes, dem heiligen Alto, und vom lateinischen Wort monasterium (Münster) für Kloster ab.

## Geografie

### Lage
Der Markt Altomünster liegt etwa 20 Kilometer nordwestlich von Dachau und ist der Endpunkt der von dort ausgehenden Bahnstrecke. Er liegt zudem fast in der Mitte des Städtedreiecks München – Augsburg – Ingolstadt und somit im Bereich des Pfaffenhofener Hügellands, Teil des Donau-Isar-Hügelland.
Der Ort liegt an der Kreisstraße DAH 2.
Durch Altomünster fließt der Angerbach, der in Stumpfenbach Stumpfenbach heißt und in den Zeitlbach mündet.

### Gemeindegliederung
Es gibt 47 Gemeindeteile (in Klammern ist der Siedlungstyp angegeben):
- Altomünster (Hauptort)
- Arnberg (Weiler)
- Asbach (Dorf)
- Breitenau (Einöde)
- Deutenhofen (Dorf)
- Erlach (Einöde)
- Freistetten (Weiler)
- Haag (Weiler)
- Halmsried (Weiler)
- Hohenried (Weiler)
- Hohenzell (Pfarrdorf)
- Humersberg (Weiler)
- Hutgraben (Einöde)
- Irchenbrunn (Dorf)
- Kiemertshofen (Kirchdorf)
- Lauterbach (Weiler)
- Lichtenberg (Weiler)
- Maisbrunn (Weiler)
- Obererlach
- Oberndorf (Weiler)
- Oberschröttenloh (Einöde)
- Oberzeitlbach (Kirchdorf)
- Ottelsburg (Weiler)
- Ottmarshausen (Weiler)
- Pfaffenhofen (Kirchdorf)
- Pipinsried (Pfarrdorf)
- Plixenried (Dorf)
- Radenzhofen (Weiler)
- Rametsried (Einöde)
- Randelsried (Pfarrdorf)
- Reichertshausen (Weiler)
- Röckersberg (Weiler)
- Rudersberg (Weiler)
- Ruppertskirchen (Weiler)
- Schauerschorn (Einöde)
- Schielach (Einöde)
- Schloßberg (Einöde)
- Schmarnzell (Dorf)
- Schmelchen (Einöde)
- Sengenried (Einöde)
- Stumpfenbach (Dorf)
- Teufelsberg (Einöde)
- Thalhausen (Pfarrdorf)
- Übelmanna (Weiler)
- Unterzeitlbach (Kirchdorf)
- Wollomoos (Pfarrdorf)
- Xyger (Einöde)

Die Einöde Erlau zählt zum Gemeindeteil Stumpfenbach und ist kein amtlich benannter Gemeindeteil.

## Geschichte

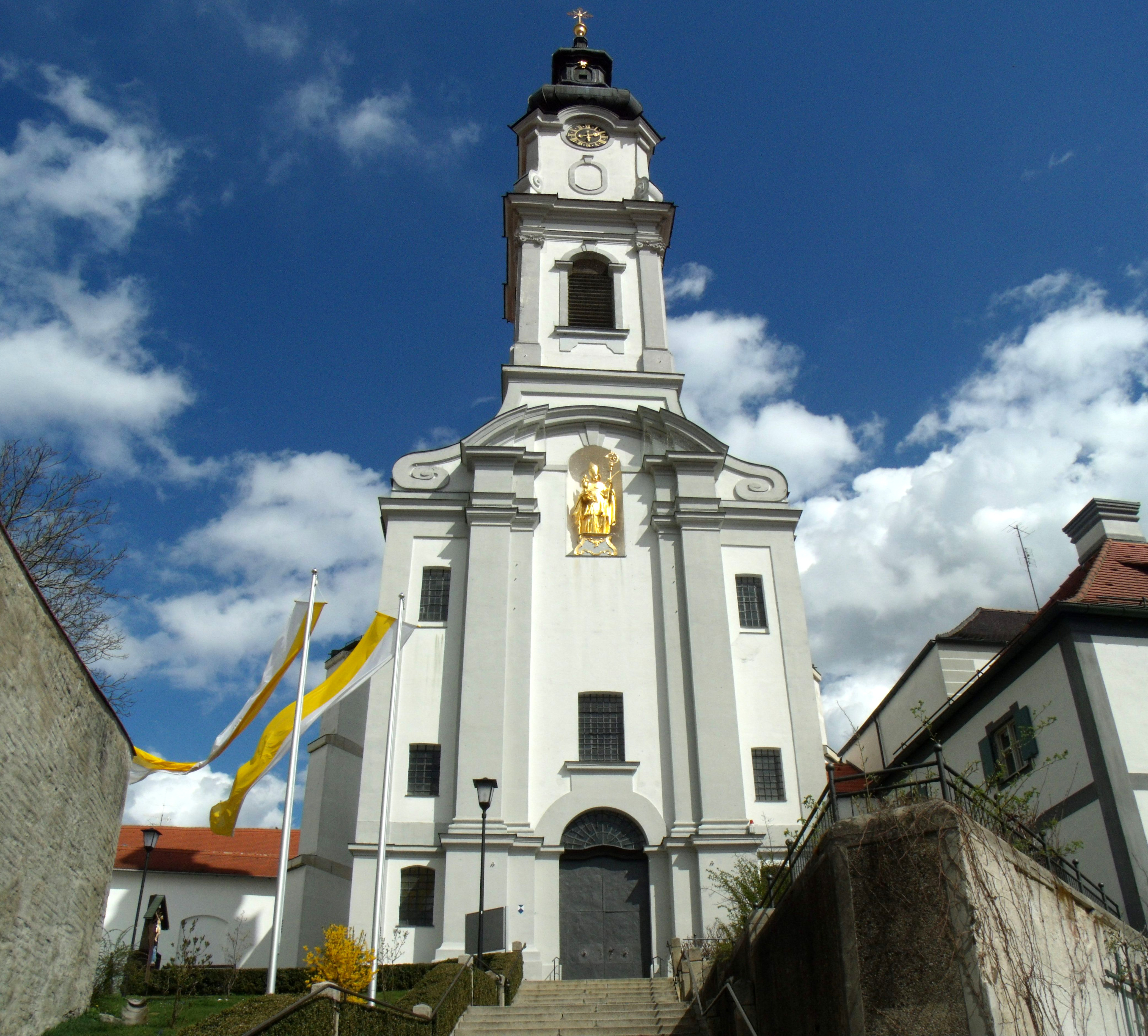
Klosterkirche St. Alto und St. Birgitta

### Bis zur Gemeindegründung
Um 750 ließ sich ein Wandermönch irischer Abstammung namens Alto als Einsiedler im heutigen Ortsgebiet nieder und bekam vom Frankenkönig Pippin den nahen Wald geschenkt, der bis heute den Namen „Altowald“ trägt. Alto gründete im Anschluss an seine Zelle ein kleines Kloster, dessen Kirche der heilige Bonifatius geweiht haben soll. Der Name „Altomünster“ entstand aus den beiden Namen „Alto“ (Heiliger Alto) und „Münster“ (frühere Bezeichnung für Kloster).
Vor 1000 errichteten die Welfen ein Benediktinerkloster. Herzog Welf IV. bestimmte 1056 die Mönche zur Besiedlung des neu gegründeten Klosters Weingarten in Altdorf (heute Weingarten), während die vorher in Altdorf ansässigen Nonnen nach Altomünster kamen. Dort lebten sie bis zur Auflösung des Klosters 1488 durch Papst Innozenz VIII.
Etwa um 1310 verliehen die Wittelsbacher Herzöge den Bewohnern das Bürgerrecht. Am 4. Oktober 1391 erfolgte die Bestätigung der Markt- und Stadtrechte durch Herzog Stephan III. Um 1420 legten die Ingolstädter Herzöge den Marktplatz an.
Im Jahre 1496 übergab Herzog Georg der Reiche von Landshut zusammen mit seiner Gemahlin Hedwig von Polen den Birgitten von Maihingen eine Stiftungsurkunde für Altomünster, um dort ein Birgittenkloster zu gründen.
Von 1763 bis 1773 wurde die Kloster- und Pfarrkirche St. Alto und St. Birgitta von Johann Michael Fischer erbaut. Jakob Rauch schuf die Stuckarbeiten, Josef Mages die Fresken und Altarbilder, Johann Baptist Straub und Ignaz Baldauf die Altarbilder.
Am 18. März 1803 wurde das Kloster aufgelöst. Nach der Säkularisation von 1803 wurde das Kloster durch König Ludwig I. im Jahre 1841 wieder errichtet. Es war bis zum Januar 2017 das letzte Kloster des alten Zweiges des Erlöserordens in Deutschland.

### 19. und 20. Jahrhundert
Ab 1823 sank Altomünster zur marktberechtigten Landgemeinde ab. Hauptursache hierfür waren die Schließung des Klosters (1803), des ursprünglichen Hauptarbeitgebers, und die Verwaltungskosten. Im Jahre 1862 wurde ein Krankenhaus errichtet, 1869 ein Kindergarten. 1882 wurde die Marktsparkasse gegründet. Im Jahre 1888 erhielt Altomünster Anschluss an den Telegrafendienst, 1902 Anschluss an den Telefondienst. 1907–1910 wurde der Ort elektrifiziert. Am 18. Dezember 1913 wurde die Lokalbahn Dachau–Altomünster eröffnet.
Ludwig Thoma hatte seine Jagd in Altomünster und hielt sich deshalb oft hier auf. Er war eng befreundet mit dem Bildhauer Ignaz Taschner, der ebenfalls viel Zeit im Markt verbrachte.
Ein einschneidendes Datum zum Ende des Zweiten Weltkriegs in Altomünster ist der 26. April 1945 mit einem Luftangriff auf den Bahnhof. Am 28. April 1945 rückte die US-Armee ein. In den Folgemonaten und Jahren veränderte sich die Einwohnerstruktur von Altomünster entscheidend, nicht zuletzt, weil viele Flüchtlinge und Vertriebene in die Gemeinde zogen.
Im Zuge der Gebietsreform in Bayern wurde der Landkreis Dachau am 1. Juli 1972 vergrößert. Eine der Gemeinden, die aus dem aufgelösten Landkreis Aichach hinzukamen, war Altomünster.
1977 wurde ein neues Schulzentrum eingeweiht.
1991 beging man das Doppeljubiläum, die „600-jährige Heiligsprechung der hl. Birgitta“ und „600 Jahre Stadt- und Marktrechte“. Gleichzeitig entstand im Jahre 1991 das Gemeindezentrum Altomünster an der Steinbergstraße für die evangelische Bevölkerung.
Am 1. Dezember 1996 brannte die Diskothek „Spider“ ab – drei Tage nach der Verurteilung des Geschäftsführers und „Diskomafia-Komplizen“ Karlheinz S. Seither finden in Altomünster immer wieder Spider-Revival-Partys statt.
1997 fand eine 500-Jahr-Feier statt, die mit der Eröffnung des Museums Altomünster als Birgitten- und Klostermuseum gekrönt wurde. 2003 gedachten die Bürger der Geburt der Heiligen vor 700 Jahren. Im Jahr 2009 erinnerten dann „Historische Brauertage“ an die 1658 ratifizierte Zunftordnung für die Altomünsterer Brauereien.

### Eingemeindungen
| Gemeinde      | Einwohner (1970) | Eingemeindungs- datum | Bemerkungen                                                                                       |
| ------------- | ---------------- | --------------------- | ------------------------------------------------------------------------------------------------- |
| Thalhausen    | 243              | 01.05.1978            |                                                                                                   |
| Wollomoos     | 478              | 01.05.1978            |                                                                                                   |
| Pipinsried    | 444              | 01.05.1978            | Eingliederung von 351 der 444 Einwohner, Umgliederung der anderen Einwohner nach Markt Indersdorf |
| Hohenzell     | 435              | 01.05.1978            |                                                                                                   |
| Kiemertshofen | 146              | 01.01.1977            |                                                                                                   |
| Oberzeitlbach | 493              | 01.01.1976            |                                                                                                   |
| Randelsried   | 349              | 01.01.1976            | Eingliederung von 300 der 349 Einwohner, Umgliederung der anderen Einwohner nach Tandern          |
| Stumpfenbach  | 191              | 01.01.1972            |                                                                                                   |

### Einwohnerentwicklung
Zwischen 1988 und 2018 wuchs der Markt von 5657 auf 7925 um 2268 Einwohner bzw. um 40,1 %.

## Politik

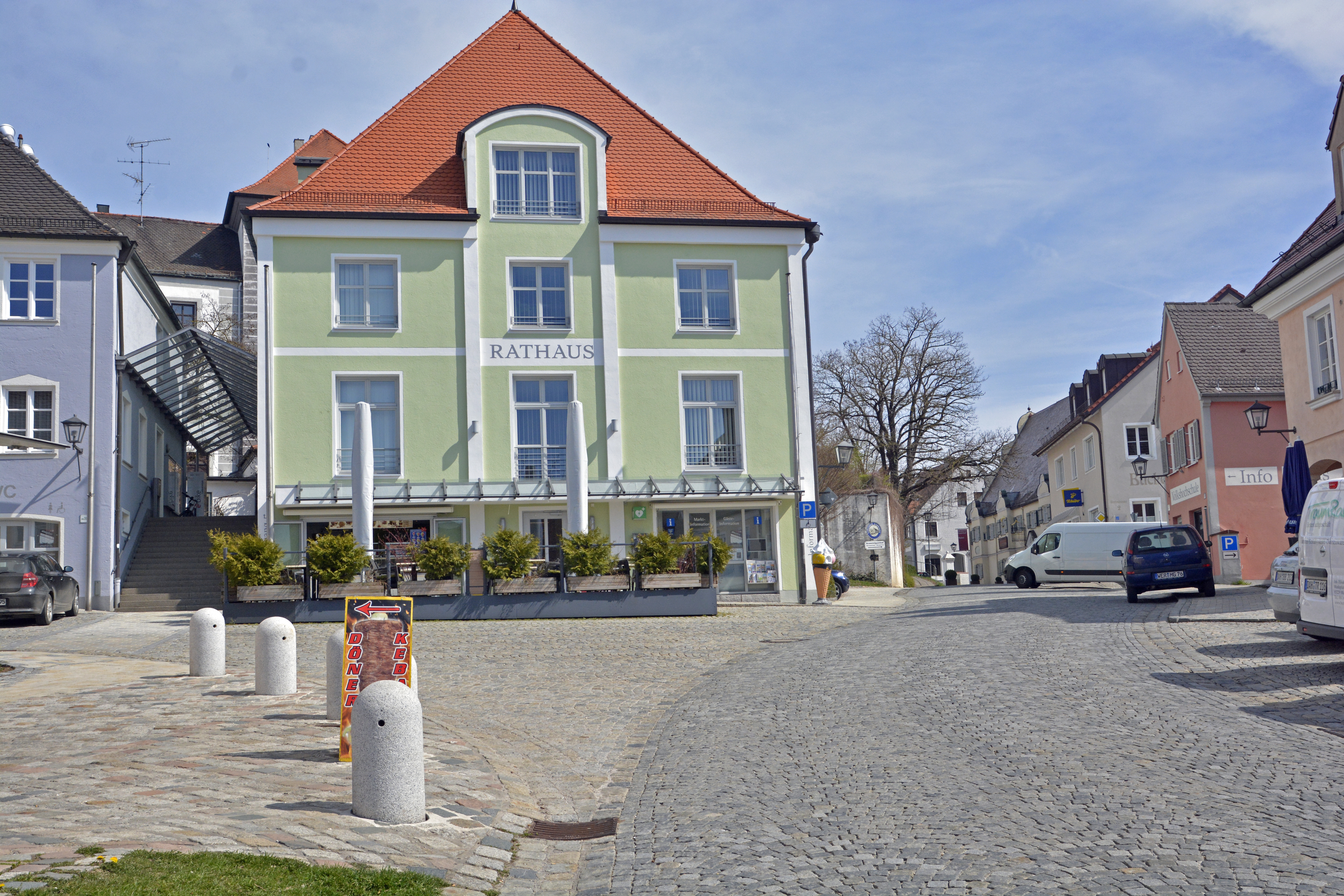
Rathaus in Altomünster (2019)

### Gemeinderat
Der Gemeinderat setzt sich zusammen aus 20 gewählten, ehrenamtlich tätigen Stadträten. Er hat die Bezeichnung „Marktgemeinderat“.
Ebenfalls stimmberechtigtes Mitglied, dessen Stimme bei Gleichstand entscheidet, ist der Erste Bürgermeister des Marktes.
Die Kommunalwahl am 15. März 2020 führte zu folgendem Ergebnis:
| Partei / Liste | Stimmenanteil | Sitze |
| -------------- | ------------- | ----- |
| CSU            | 44,8 %        | 9     |
| FDP            | 5,2 %         | 1     |
| FWG            | 50,0 %        | 10    |
| Gesamt         | 100 %         | 20    |

### Bürgermeister
Von 1990 bis 2014 war Konrad Wagner von der Freien Wählergemeinschaft Altomünster Erster Bürgermeister. 2014 ging Konrad Wagner in den Ruhestand und Anton Kerle wurde mit 59,5 % der gültigen Stimmen zu seinem Nachfolger gewählt. Ihm folgte 2020 Michael Reiter (FWG), der mit 50,8 % der gültigen Stimmen gewählt wurde.

### Wappen
|  | Blasonierung: „In Blau der wachsende, golden nimbierte heilige Alto mit silberner Mitra, silbernem Mantel und rotem Gewand, eine eintürmige, rot bedachte silberne Kirche haltend; unterhalb dieser ein goldenes Schildchen, darin eine schwarze heraldische Lilie.“ |
|  | |

### Gemeindepartnerschaften
- Seit 1994 besteht eine Gemeindepartnerschaft mit dem ungarischen Ort Nagyvenyim.[12]

Freundschaften:
- Der schwedische Ort Vadstena beherbergt das Kloster Vadstena. Es ist das Mutterkloster des Birgittenklosters Altomünster und des Birgittenordens. Die Doppelklosteranlage in Vadstena ist weitgehend noch erhalten und ist heute Museum.
- Im italienischen Ort Tscherms (Südtirol) hatte das Kloster Altomünster früher Weinberge und Besitzungen und bezog von dort Mess- und Trinkwein bis ins frühe 17. Jahrhundert.

## Kultur und Sehenswürdigkeiten

### Bauwerke
- Kloster Altomünster mit Klosterkirche Sankt Alto und Sankt Birgitta (Künstler: Johann Michael Fischer, errichtet ab 1763)[13]
- Kapelle im Kloster-Gästehaus[14]
- Kalvarienbergkapelle: mit Kreuzwegstationen, zweite Hälfte 18. Jahrhundert, Vorbau um 1860, Treppe und Stationen 20. Jahrhundert; insgesamt 1993 erneuert[15]
- Loretokapelle: Kriegergedächtniskapelle am Jörgerring, errichtet 1737, erinnert seit 1921 an die Gefallenen des 1. Weltkriegs[16]
- Kapelle an der Altoquelle (⊙)[17] – Diese Altoquelle im Altowald ist der Ursprung des Altograbens, der in die Weilach mündet. Die „echte“ Altoquelle entspringt unter dem Alto-Seitenaltar in der Klosterkirche und speist auch im Winter u. a. den Brunnen in der Kirche, den Brunnen im Altohof und den Marktbrunnen am Marktplatz;[18]
- Kapelle im Seniorenwohnheim[19]
- Evangelisches Gemeindezentrum[20]
- Marktplatz
- Marktbrunnen, gestiftet von Pfarrer Bartholomäus Schmid
- Brauereigasthof Kapplerbräu, errichtet mit barocker Giebelfassade Ende 17./Anfang 18. Jahrhundert;
- Brauereigasthof Maierbräu

### Museen
- Museum Altomünster
- Gaudnek-Museum (Moderne Kunst)
- Gaudnek-Galerie im Treppenhaus der Volksschule Altomünster
- Brauereimuseum der Kapplerbrauerei

Sehenswürdigkeiten in Altomünster
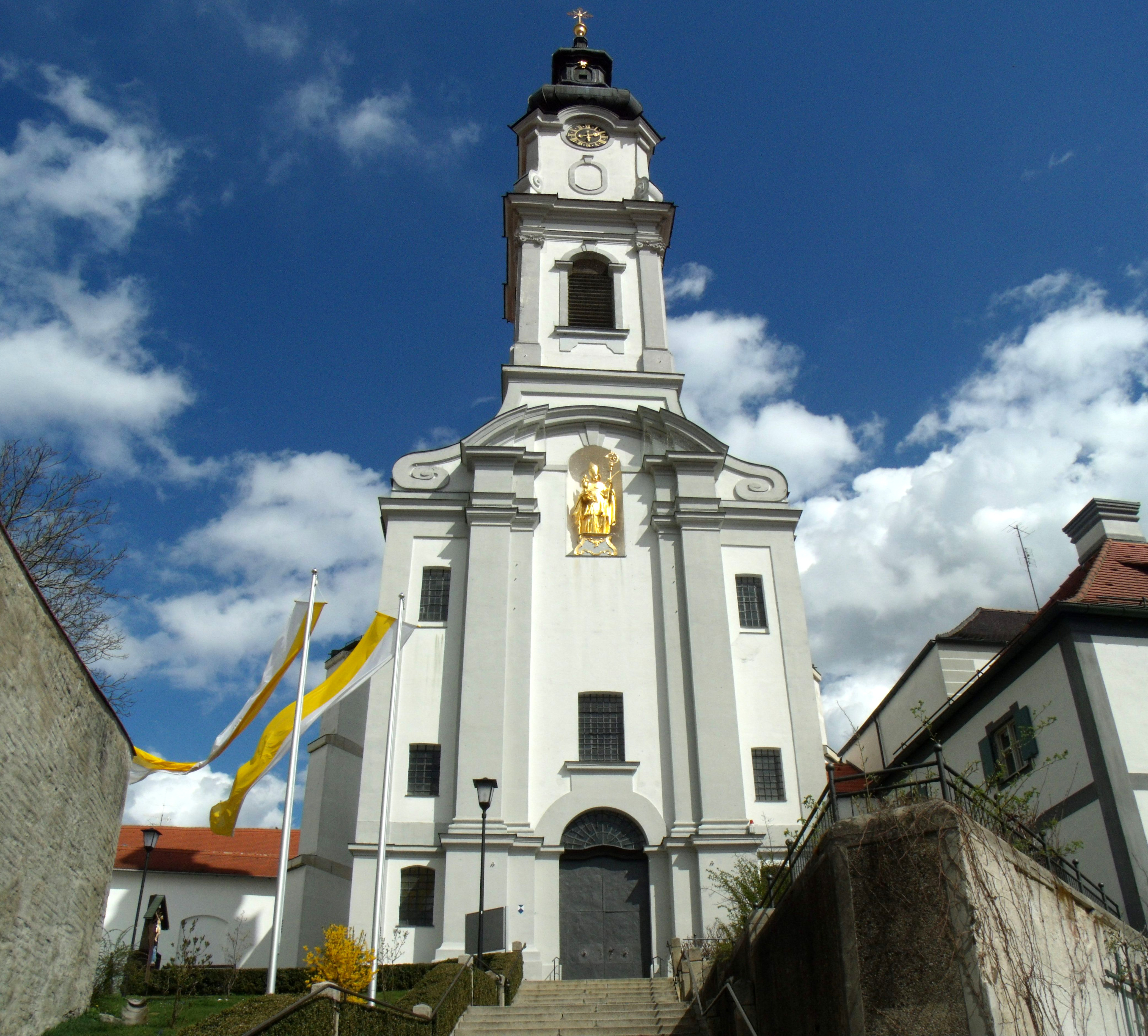
Aufgang zur Kirche
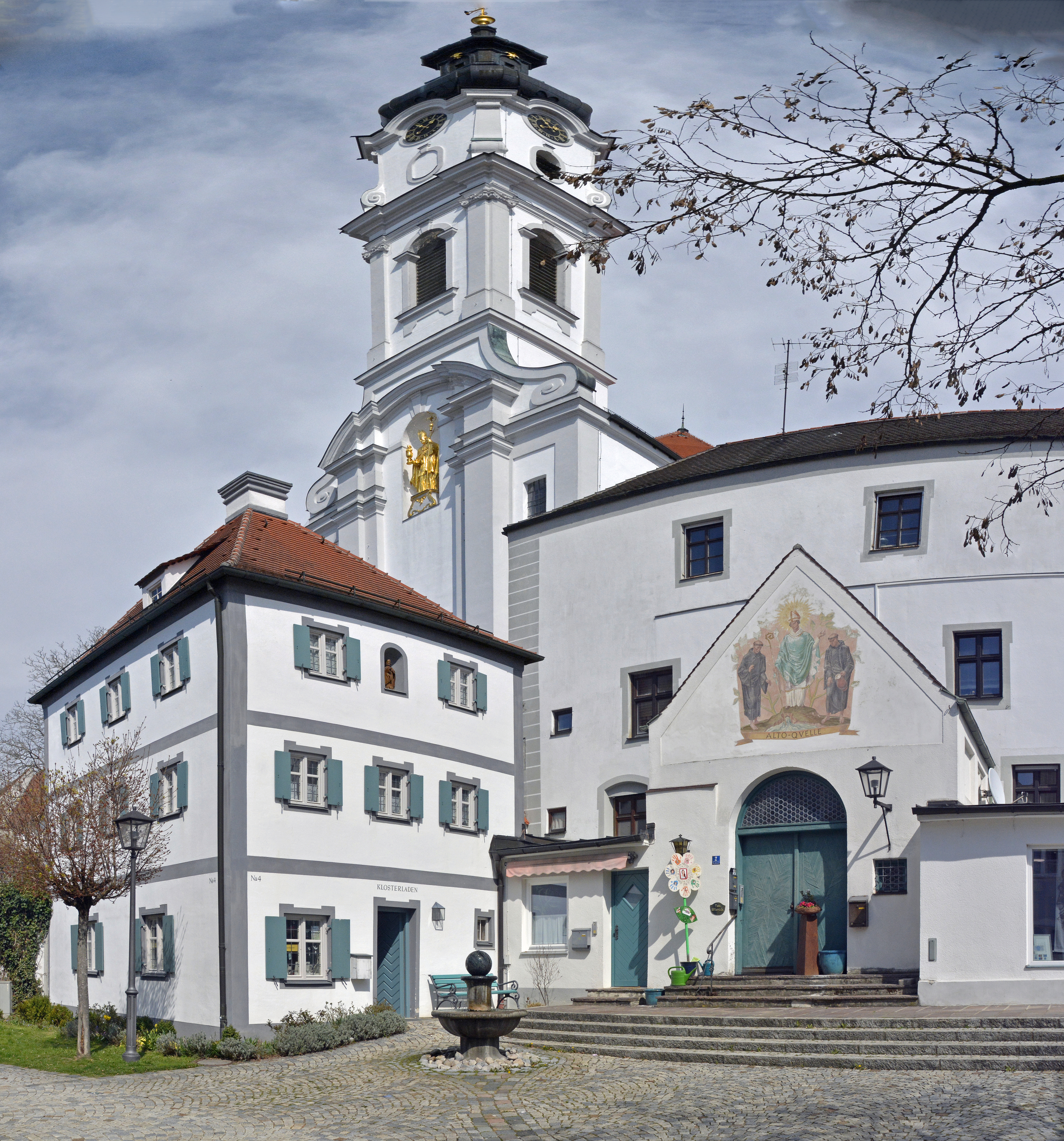
St. Alto-Kirche, Alto-Quelle und Klosterladen
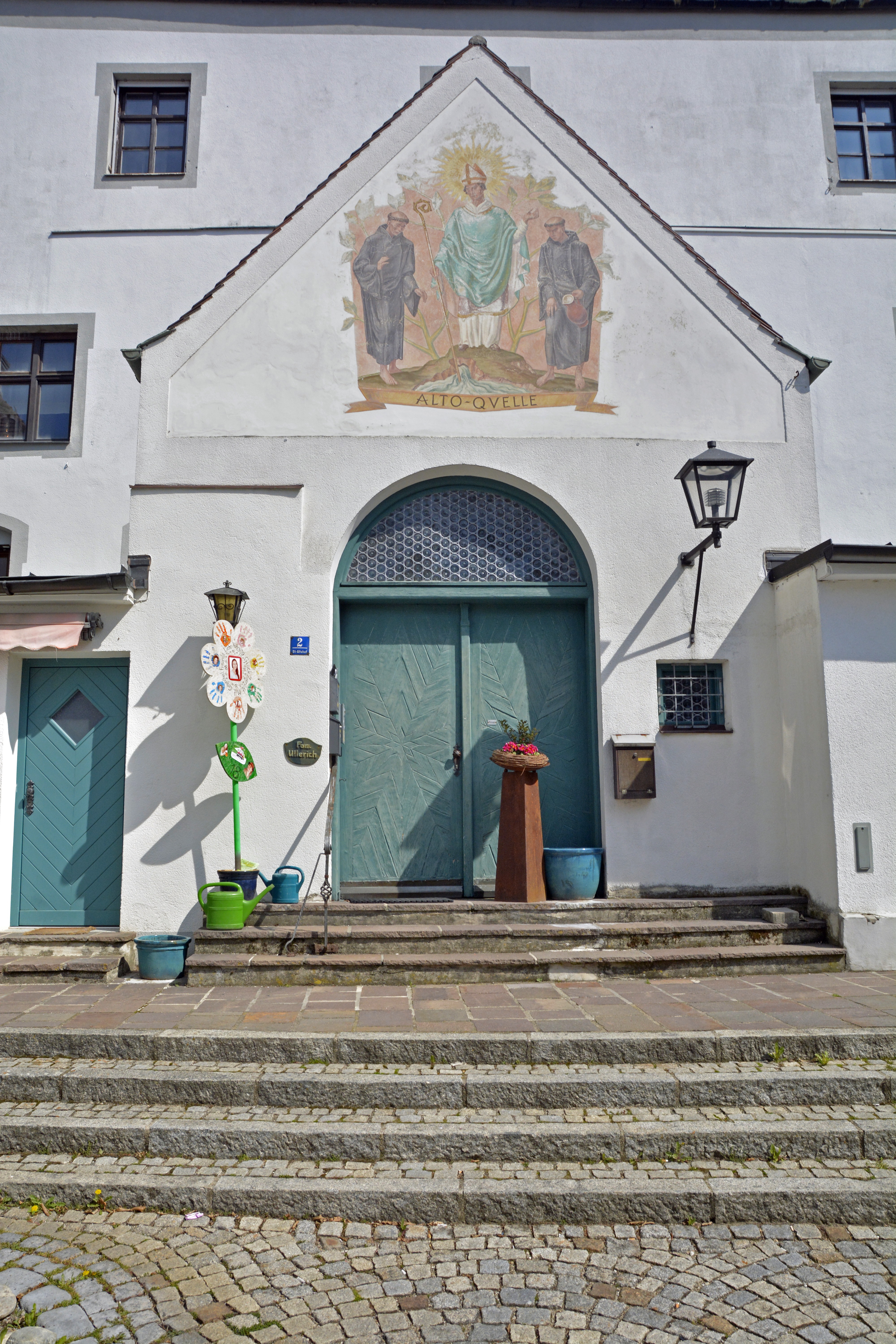
St. Alto-Quelle (Eingang)
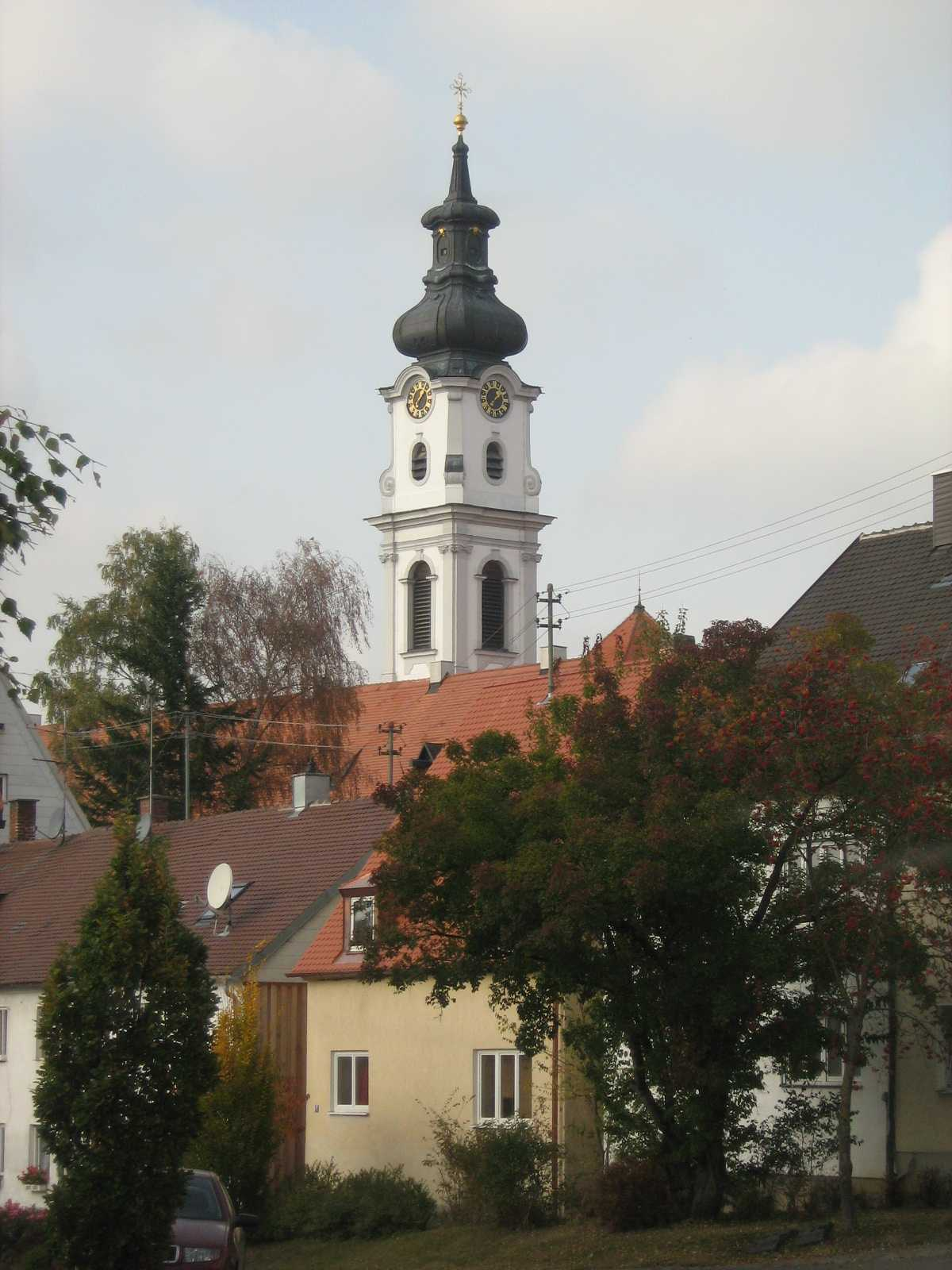
Turm von St. Alto und St. Birgitta
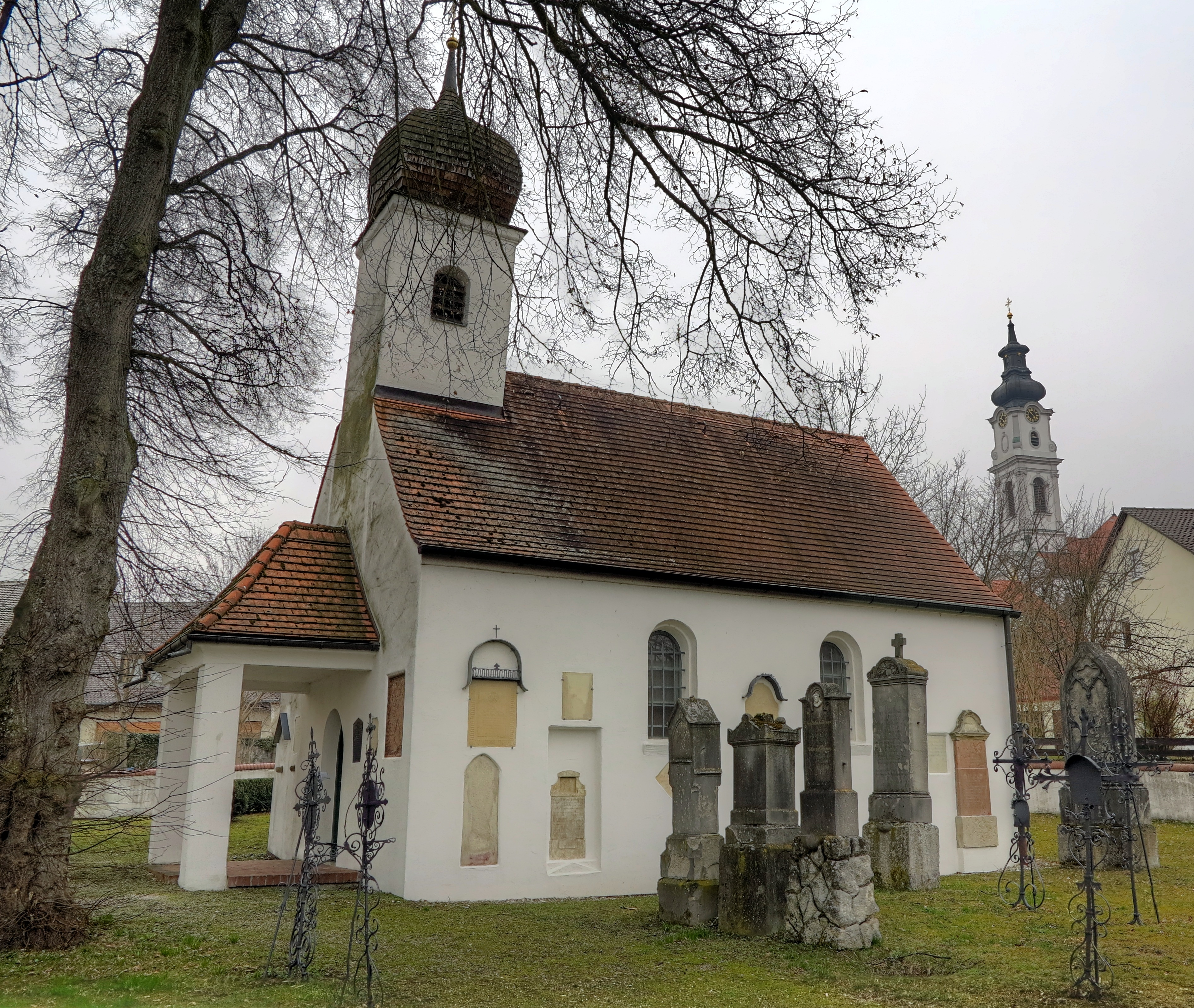
Kriegerkapelle, im Hintergrund St. Alto ⊙
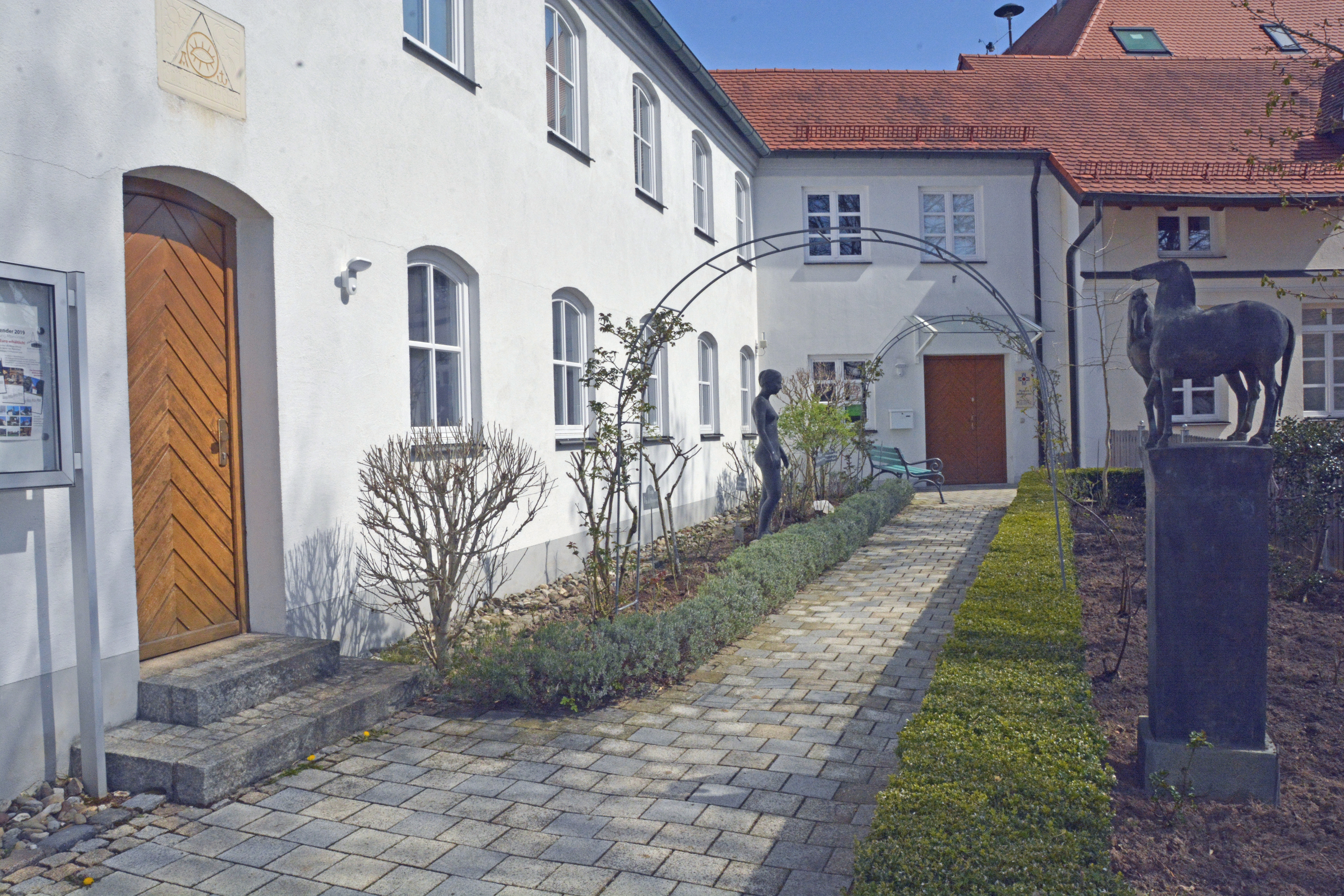
Museum Altomünster
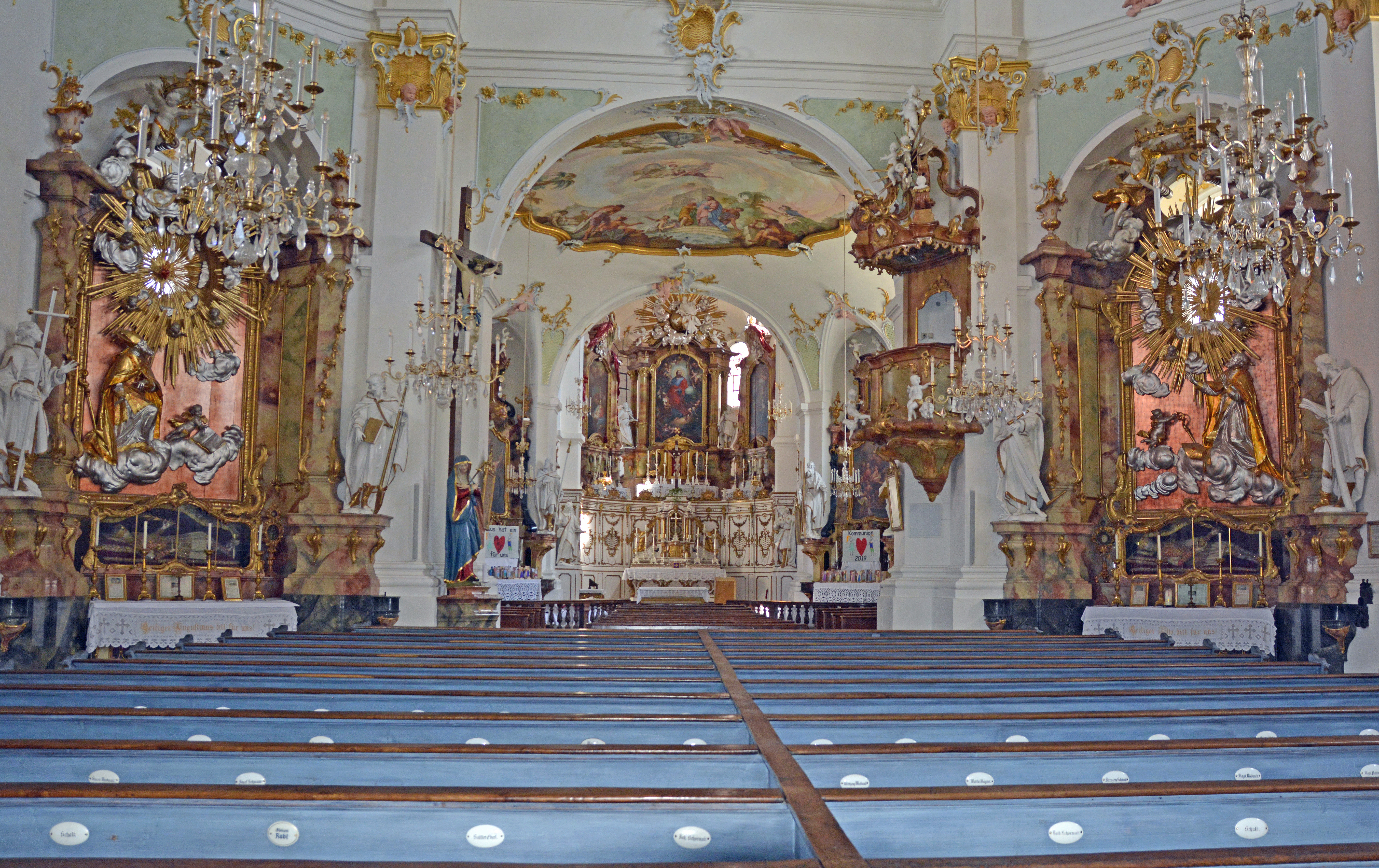
Katholische Pfarr- und Klosterkirche St. Alto und St. Birgitta in Altomünster, Altarraum
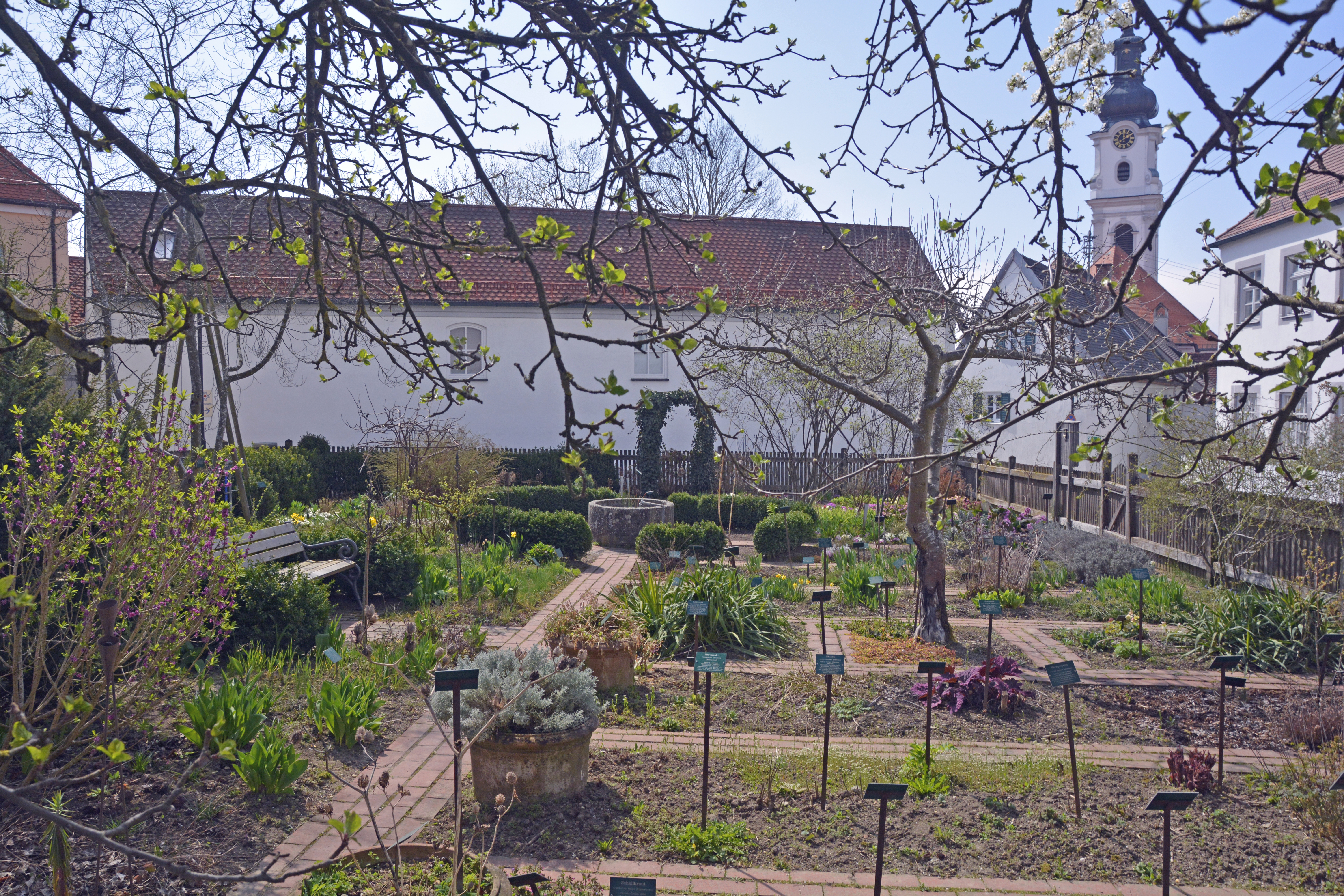
Klostergarten in Altomünster
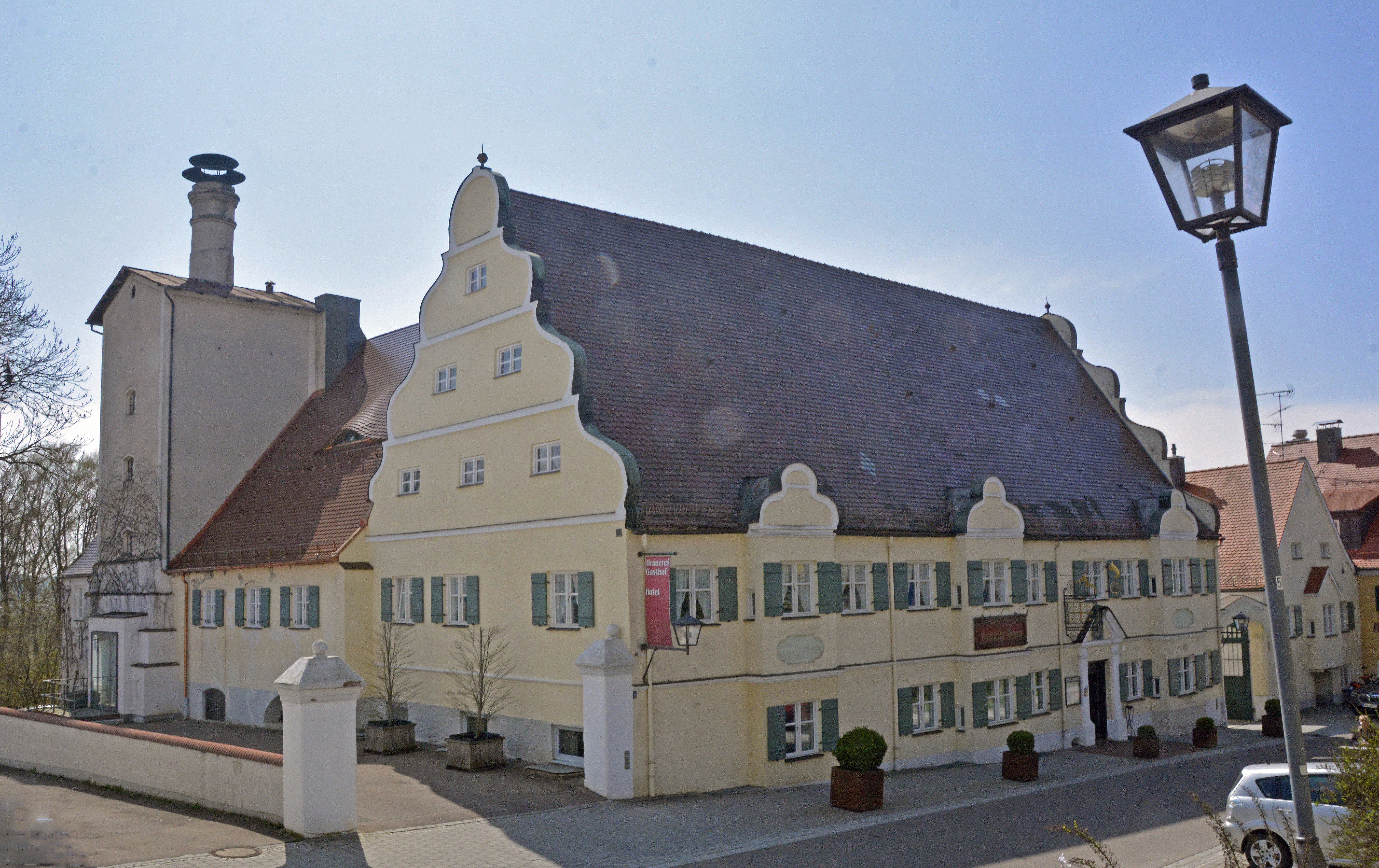
Brauereigasthof und Hotel Kapplerbräu
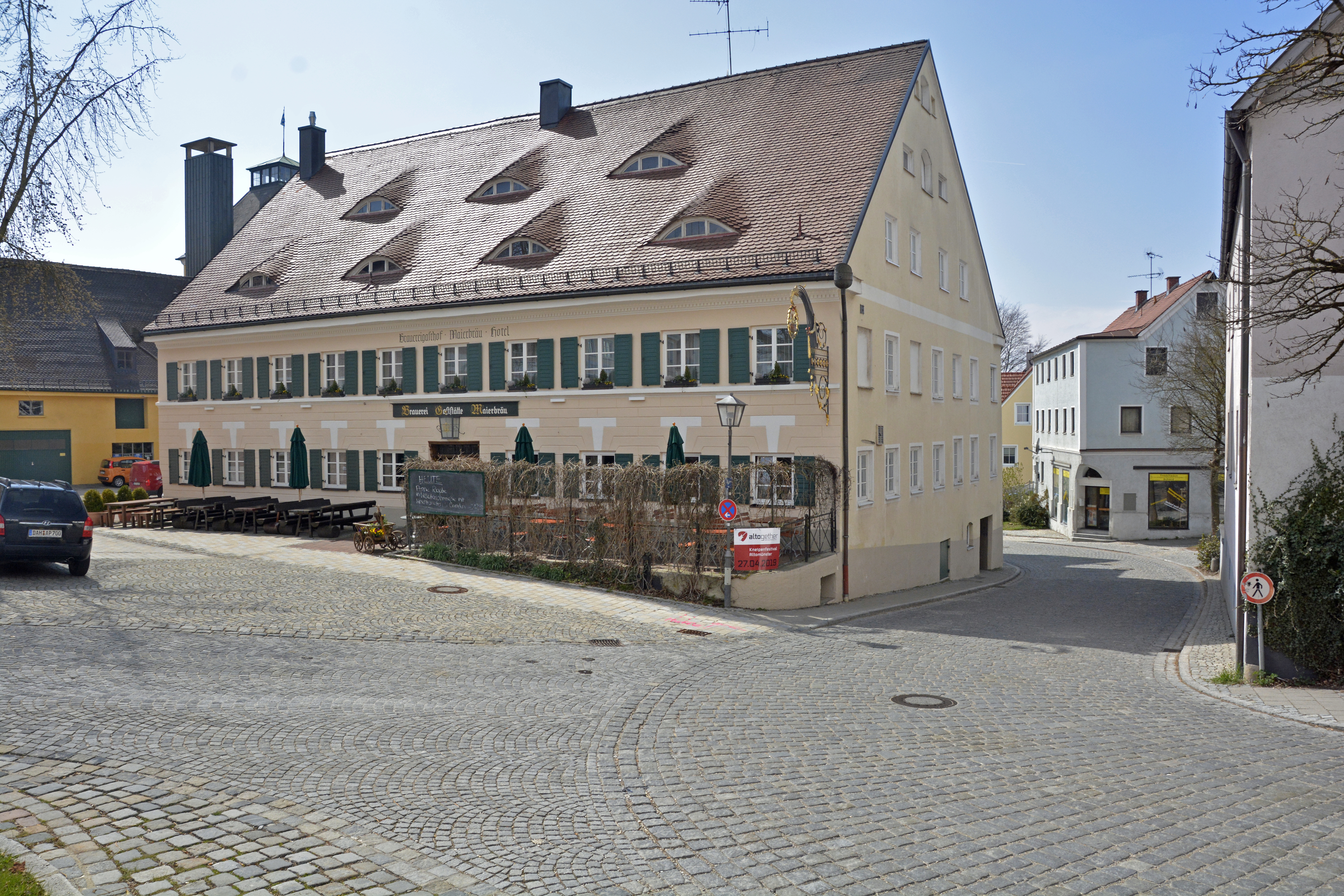
Brauereigasthof und Hotel Maierbräu in Altomünster
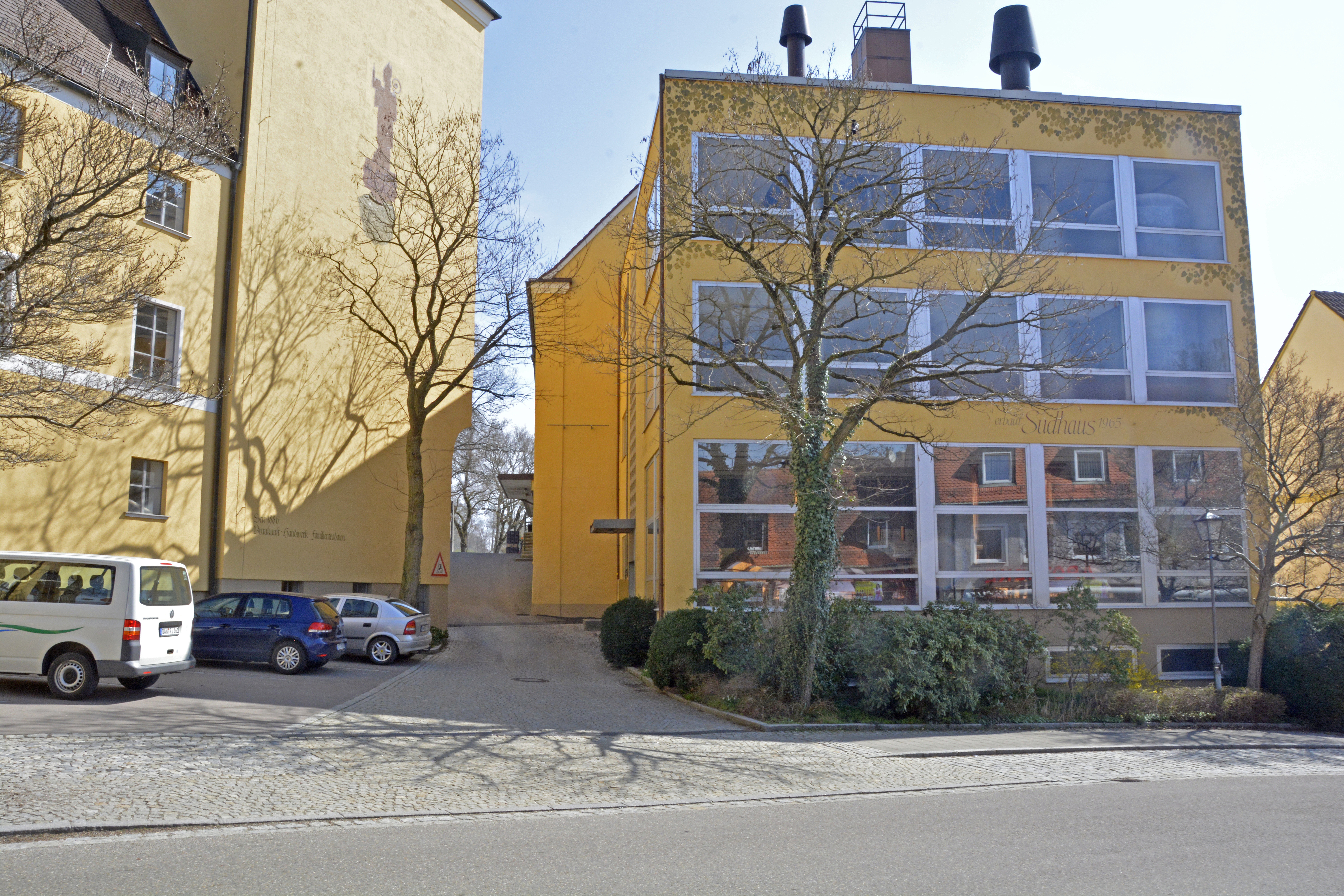
Sudhaus Maierbräu, Altomünster
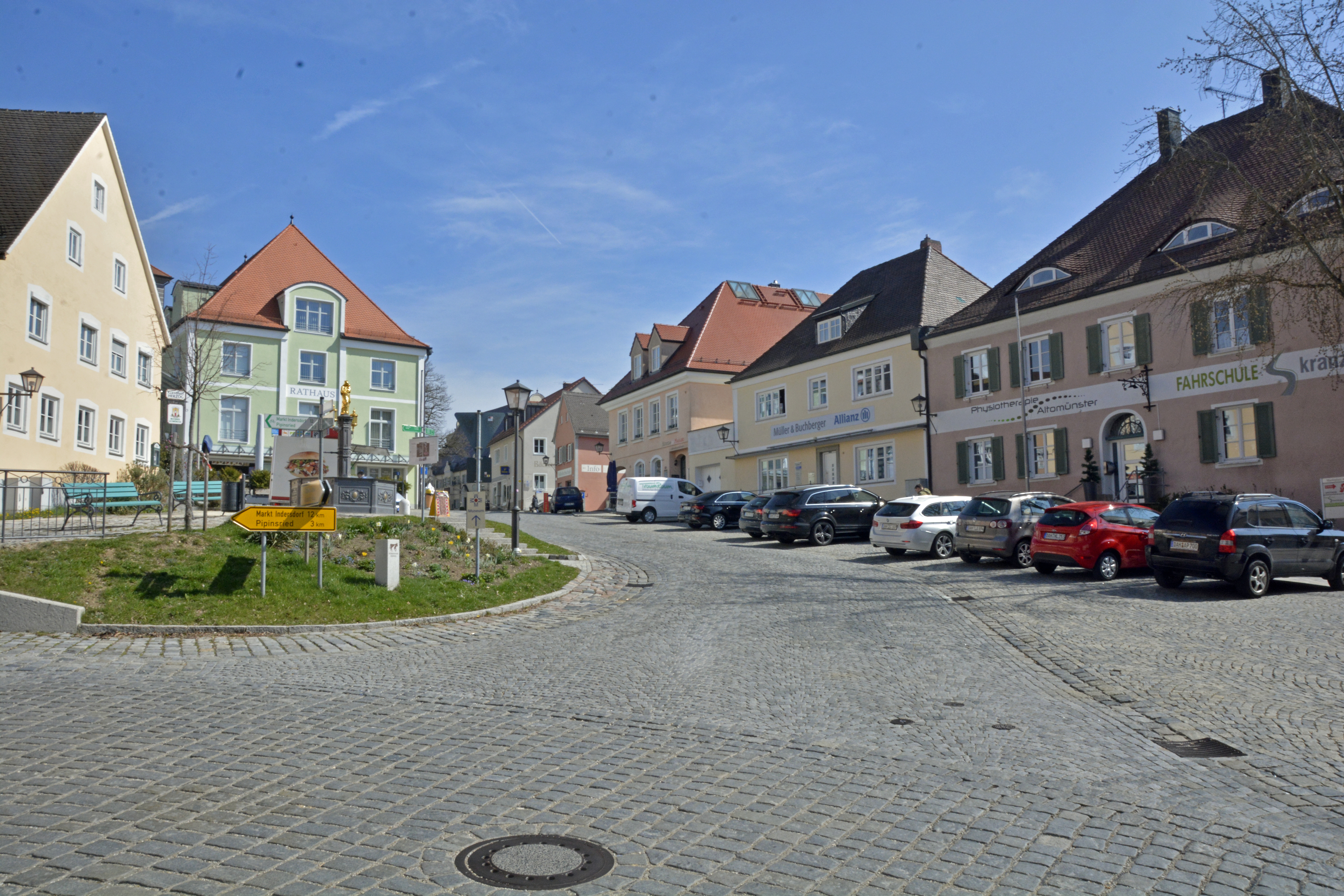
Markt und Rathaus in Altomünster
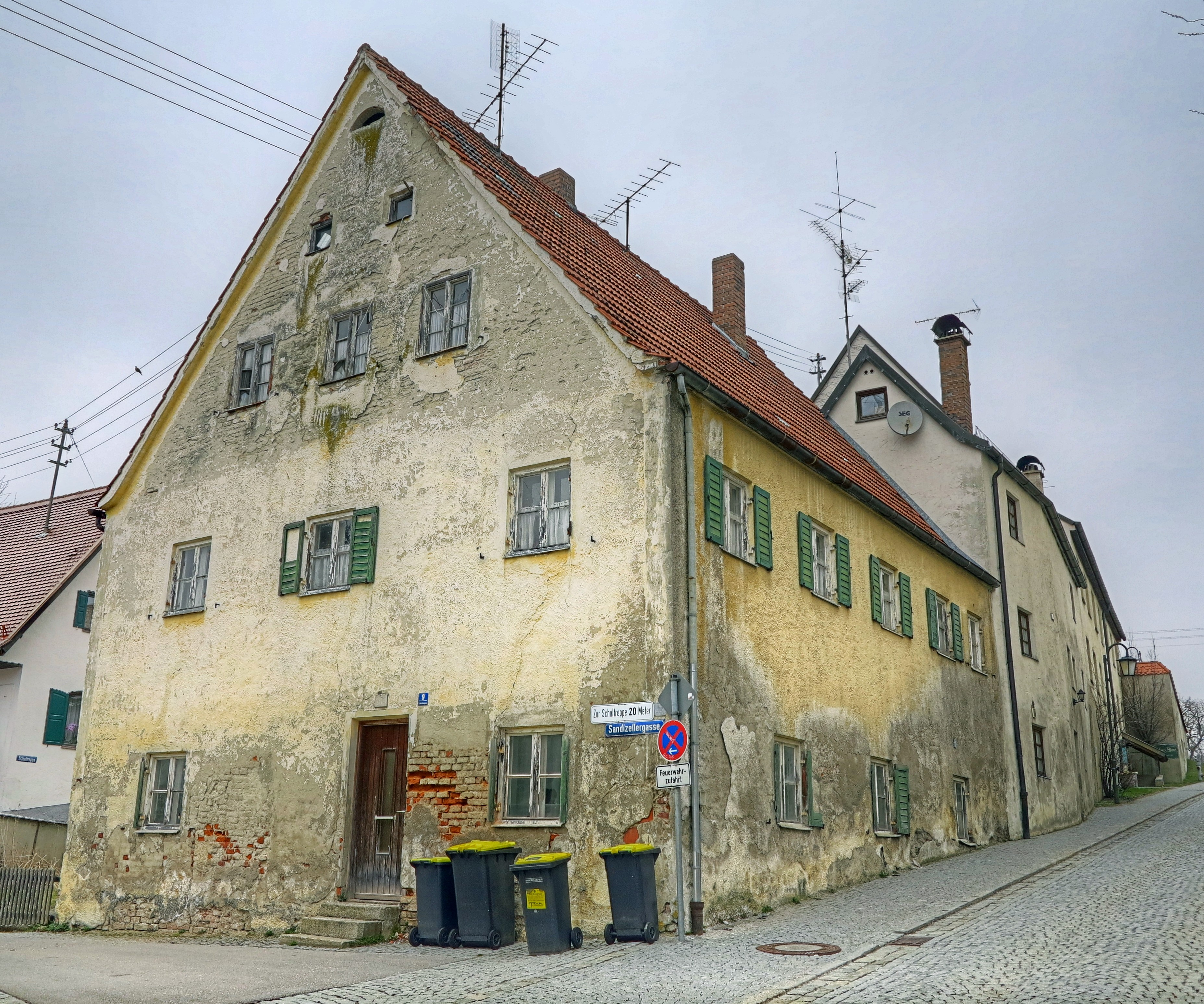
Denkmalgeschütztes Gebäude in der Sandizellergasse 9

## Wirtschaft und Infrastruktur

### Verkehr

#### Eisenbahn

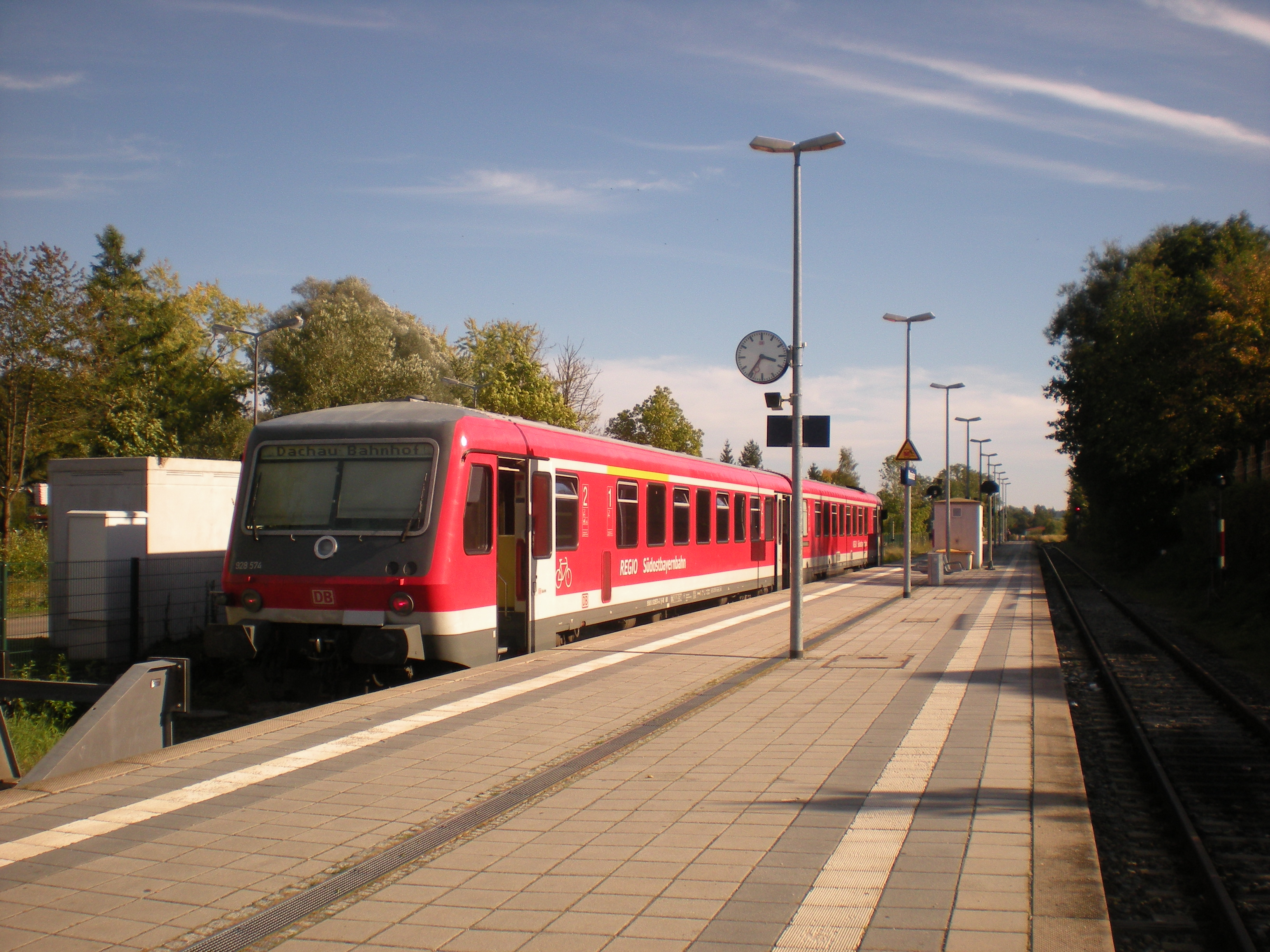
Bahnhof mit Zug der ehemaligen Linie A

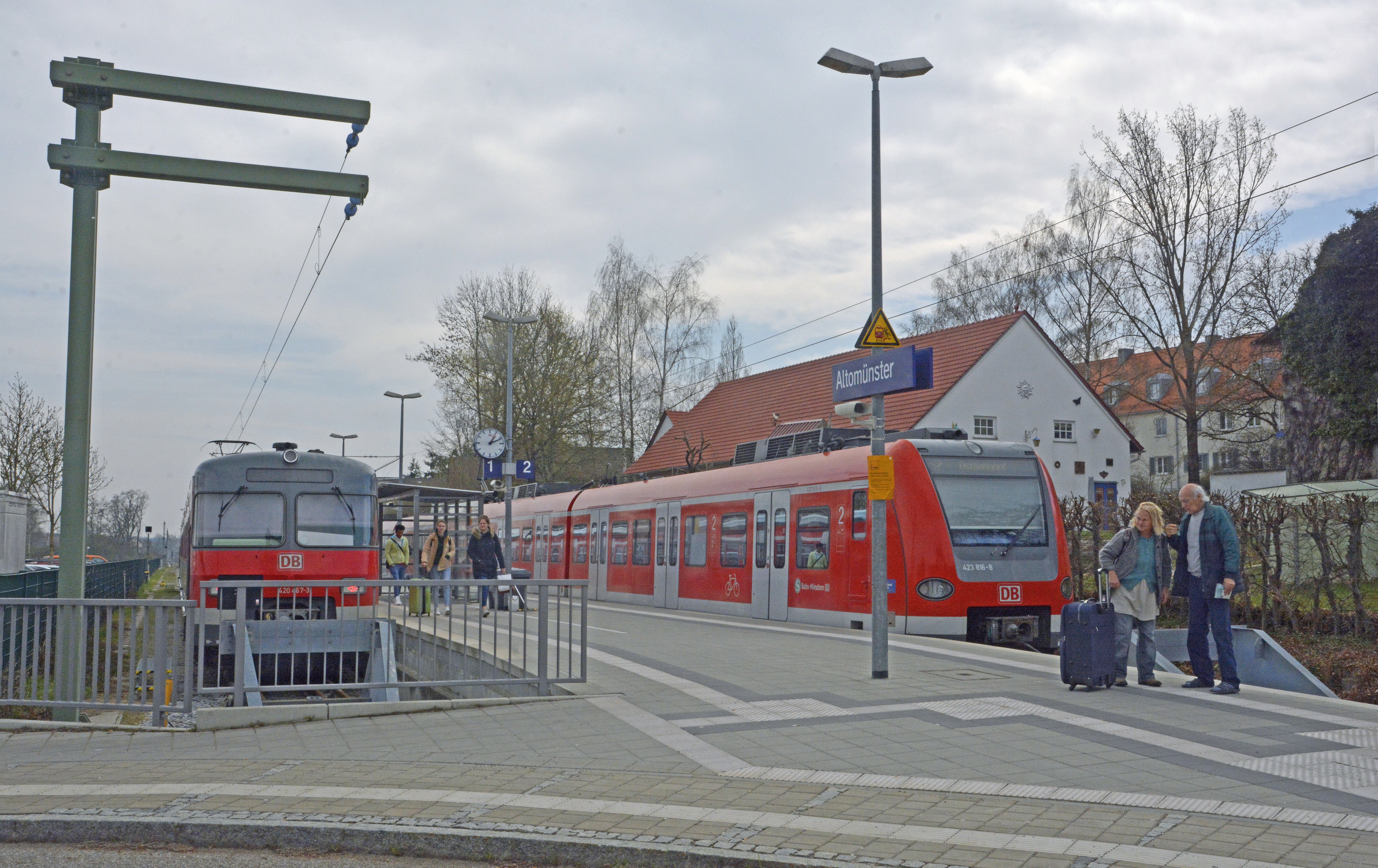
Bahnhof Altomünster (2019)

Altomünster ist Endpunkt der Bahnstrecke Dachau–Altomünster und ist somit mit dem Netz der S-Bahn München verbunden. Seit dem 14. Dezember 2014 ist die Strecke vollständig elektrifiziert und wird von der Linie S2 bedient. Der Bahnhof Altomünster befindet sich in den Tarifzonen 5 und 6 des MVV. Der Streckenabschnitt zwischen Dachau und Altomünster wird täglich durch einen Stundentakt bedient und an Werktagen durch Verstärkerfahrten durch die Stammstrecke bis zum Ostbahnhof verstärkt.
| Linie | Verlauf |
| ----- | --- |
| S2    | Altomünster – Kleinberghofen – Erdweg – Arnbach – Markt Indersdorf – Niederroth – Schwabhausen – Bachern – Dachau Stadt – Dachau – Karlsfeld – Allach – Untermenzing – Obermenzing – Laim – Hirschgarten – Donnersbergerbrücke – Hackerbrücke – Hauptbahnhof – Karlsplatz (Stachus) – Marienplatz – Isartor – Rosenheimer Platz – Ostbahnhof – Leuchtenbergring – Berg am Laim – Riem – Feldkirchen – Heimstetten – Grub – Poing – Markt Schwaben – Ottenhofen – St. Koloman – Aufhausen – Altenerding – Erding |

Vor der Elektrifizierung und Modernisierung verkehrten auf der Strecke Dieselzüge vom Typ VT 628 unter der Bezeichnung „Linie A“.

#### Öffentlicher Personennahverkehr
Altomünster ist darüber hinaus auch an das Netz der MVV-Regionalbuslinien angebunden. Es gibt vier Buslinien und ein Ruftaxi, die den Bahnhof in Altomünster anfahren.
| Linie | Linienverlauf | Verkehrsunternehmen    |
| ----- | --- | ---------------------- |
| 704   | Lauterbach, Abzweigung – Thalhausen – Kleinberghofen – Welshofen – Schwabhausen – Dachau S R                          | RVO                    |
| 705   | Altomünster S – Hohenzell – Kleinberghofen S – Erdweg S – Dachau S R – München, Karlsfelder Straße                    | Stanglmeier            |
| 707   | Altomünster S – Tandern – Hilgertshausen – Jetzendorf – Petershausen S R                                              | Bayernbus und Boos Bus |
| 715   | Altomünster – Oberndorf – Hohenzell – Kleinberghofen S bzw. Altomünster – Stumpfenbach – Kleinberghofen S – Oberndorf | Stanglmeier            |
| 7040  | Ruftaxi: Haag – Wollomoos – Altomünster S – Hohenzell – Altomünster S                                                 | Geldhauser             |

#### Straße
Durch Altomünster verläuft die Kreisstraße DAH 2. Die nächstgelegenen Abfahrten an der Bundesautobahn A 8 sind Adelzhausen und Odelzhausen.

#### UL-Sonderlandeplatz
Etwa 1,5 km südöstlich des Ortszentrums befindet sich das Ultraleichtfluggelände Altomünster.

### Bildung

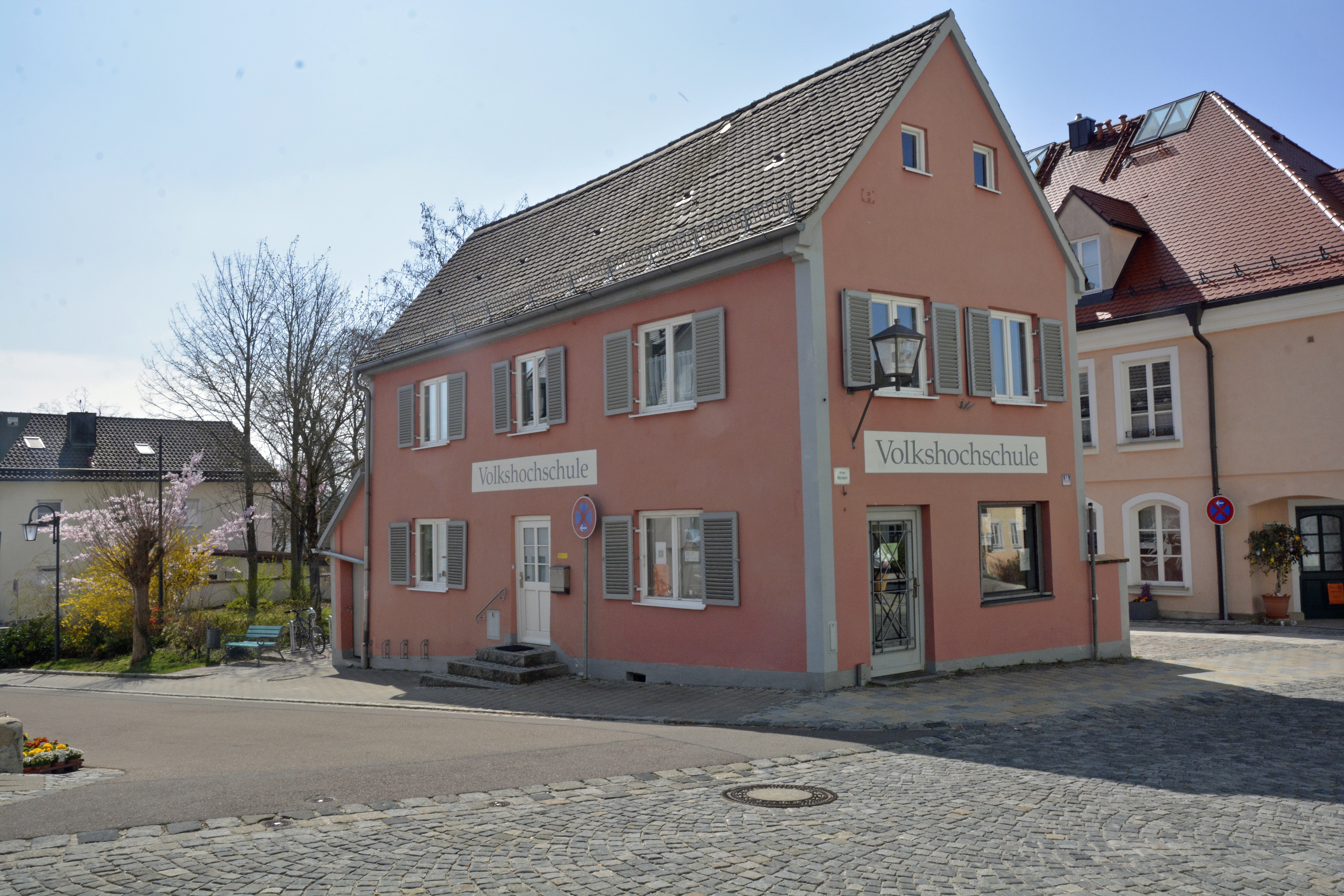
Volkshochschule Altomünster (2019)

- Grund- und Mittelschule Altomünster mit Gaudnek-Galerie. Die umbenannte Volksschule war von Oktober 2011 bis 2013 Comenius-Partnerschule. Als Schulpartner wurden die „Primary School“ in Crook/England und die „école primaire“ in Flesselles/Frankreich erklärt.
- Gemeinde- und Pfarrbücherei Altomünster
- Volkshochschule Altomünster

### Medien
Im Gemeindegebiet erscheint die Tageszeitung Aichacher Zeitung.

### Wirtschaft und Gewerbe
In der Region Altomünster gibt es eine Vielfalt an Gewerbetreibenden und Selbständigen, z. B. Einzelhändler, Handwerker, Dienstleister. Beispielsweise gibt es hier noch alle Gewerke, die notwendig sind, um ein Haus zu bauen, zu sanieren oder zu renovieren. Diese Betriebe haben sich im Gewerbeverein Altomünster organisiert.
Der Markt hat noch zwei Braustätten, die als Privatbrauereien geführt werden:
- Kapplerbräu
- Maierbräu

### Forstwirtschaft
Zum Markt gehört der Altowald. Der Altowald ist das größte zusammenhängende Waldgebiet im Landkreis Dachau. Nach der Säkularisation konnten die Handwerker und Bauern aus Altomünster und den umliegenden Orten jeweils eine oder mehrere Parzellen erwerben und waren froh, dass die Holzknappheit dadurch ein Ende hatte. Rund 150 Waldbesitzer gibt es deshalb allein in der Altomünsterer Flur.

## Persönlichkeiten

### In Altomünster geboren
- Johann Marggraff (1830–1917), Architekt
- Franz Xaver Lang (1873–1956), Erfinder und Motorenbauer
- Alois Dempf (1891–1982), Philosoph
- Walter Gebhard (1936–2019), Literaturwissenschaftler
- Johann Stichlmair (* 1940), Verfahrenstechniker
- Alfons Schweiggert (* 1947), Schriftsteller und Illustrator
- Josef Mederer (* 1949), Politiker, Präsident des Bezirkstags
- Wilhelm Liebhart (* 1951), Historiker und Hochschullehrer
- Anton Kreitmair (1963–2020), Politiker (CSU) und Abgeordneter des Bayerischen Landtags

### Mit Altomünster verbunden
- Leopold Paasch (1912–1988), Komponist
- Wolfgang Lugmair (* 1976), Maler, wuchs in Altomünster auf
- Martina Schwarzmann (* 1979), Kabarettistin, wohnt in Altomünster

### Ehrenbürger
- Anton Hofberger (1921–2004)